# Michael Paris
Michael Paris (Los Angeles, 5 oktober 1986), beter bekend als Joaquin Wilde, is een Amerikaans professioneel worstelaar die sinds 2019 actief is in de World Wrestling Entertainment. Hij maakt deel uit van de worstelgroep Latino World Order (LWO).
Paris begon zijn carrère in 2004. Hij raakte betrokken bij Total Nonstop Action Wrestling (TNA), doordat hij deelnam een X Divison Showcase toernooi. Ondanks dat hij het toernooi niet won, bleef hij bij de promotie tot 2018. Gedurende zijn tijd stond bij bekend als Zema Ion en DJZ. Hij is een 2-voudig TNA X Division Champion een voormalige TNA World Tag Team Champion. Door dat TNA samenwerkingen had met andere worstelpromoties, maakte Paris ook verschijnen voor andere promoties waaronder Major League Wrestling (MLW), het Mexicaanse Lucha Libre AAA Worldwide (AAA) en het Japanse DDT Pro-Wrestling (DDT).

## In het worstelen
- Finishers
  - 450° splash
  - 630° senton
  - Bible Black
  - Gory bomb – TNA
  - Filipino Destroyer
  - From Lust to Dust
  - Submission Impossible – TNA
- Signature moves
  - Hostile Makeover
  - Mary Lou Retton Splash
  - One Night Stand
- Bijnamen
  - "El Matador"
  - "The Filipino Flex Factory"
  - "The Filipino Playboy"
  - "The Future of Fashion"
  - "The Virgin Slayer"
- Opkomstnummers
  - "Kiss" van London After Midnight (Mexico)
  - "Hey Mamita" van Cartel de Santa (AAA)
  - "Kiss" van Dope Stars Inc. (IWC)
  - "Nymphetamine (Fix)" van Cradle of Filth (IWC)
  - "Rock Star" van Dale Oliver (TNA; 2011–heden)

## Prestaties
- AAW: Professional Wrestling Redefined
  - AAW Heritage Championship (2 keer)
- Absolute Intense Wrestling
  - AIW Absolute Championship (1 keer)
  - AIW Intense Championship (1 keer)
  - AIW Tag Team Championship (1 keer) – met Shawn Blaze
  - Todd Pettengill Invitational (2011)
  - Triple Crown Champion
- Championship Wrestling Experience
  - CWE Undisputed Championship (1 keer)
- Dramatic Dream Team
  - Takechi Six Man Tag Scramble Cup (2006) – met Kudo en Mikami
- Far North Wrestling
  - FNW Cruiserweight Championship (2 keer)
- Glory Pro Wrestling
  - United Glory Tag Team Championship (1 keer) – met Everett Connors
- Independent Wrestling Association East Coast
  - IWA East Coast Zero-G Crown (2008)
- International Wrestling Cartel
- IWC Super Indy Championship (2 keer)
- IWC Tag Team Championship (2 keer) – met Jason Gory
- IWC World Heavyweight Championship (3 keer)
- IWC Super Indy IX Tournament (2010)
- International Pro Wrestling
  - IPW Texas Heavyweight Championship (3 keer)
- Lucha Libre AAA Worldwide
  - Best Match of the Night (2017) – met Andrew Everett vs. Drago en Aerostar
- New Era Pro Wrestling
  - NEPW United States Tag Team Championship (1 keer) – met Jason Gory
- Pro Wrestling Illustrated
  - Gerangschikt op #71 van de top 500 worstelaars in de PWI 500 in 2013
- Real Championship Wrestling
  - RCW Cruiserweight Championship (1 keer)
- Total Nonstop Action Wrestling / Impact Wrestling
  - Impact World Tag Team Championship (1 keer) – met Andrew Everett
  - TNA / Impact X Division Championship (2 keer)
  - TNA X Division Championship Tournament (2012)
  - Feast or Fired (2013 – X Division Championship contract)